# Bolbitiaceae
Bolbitiaceae Singer, 1946 è una famiglia di funghi omogenei o eterogenei dell'ordine Agaricales.

## Descrizione
cappelloasciutto, sottile, fragile
sporelisce, solo in un genere verrucose, con poro germinativo, di colore in massa brunastro, bruno-violaceo, nerastro.

## Generi di Bolbitiaceae
Il genere tipo è Bolbitius Fr.; altri generi inclusi sono:
- Agrocybe Fayod, 1889
- Agrogaster D.A. Reid, 1986
- Alnicola Kühner, 1926 = Naucoria (Fr.) P. Kumm. (1871)
- Anellaria P. Karst., 1879
- Conocybe Fayod, 1889 [nom. cons.]
- Copelandia Bres., 1912
- Gymnoglossum Massee, 1891
- Hebeloma (Fr.) P. Kumm., 1871
- Naucoria (Fr.) P. Kumm., 1871
- Panaeolina Maire, 1933
- Pholiotina Fayod (1889) [nom. rej.] = Conocybe Fayod, 1889 [nom. cons.]
- Pluteolus (Fr.) Gillet, 1876 = Bolbitius Fr., 1838
- Setchelliogaster Pouzar, 1958
- Tympanella E. Horak, 1971

## Sinonimi
- Galeropsidaceae Singer [nom. rejic.][2]

## Galleria d'immagini

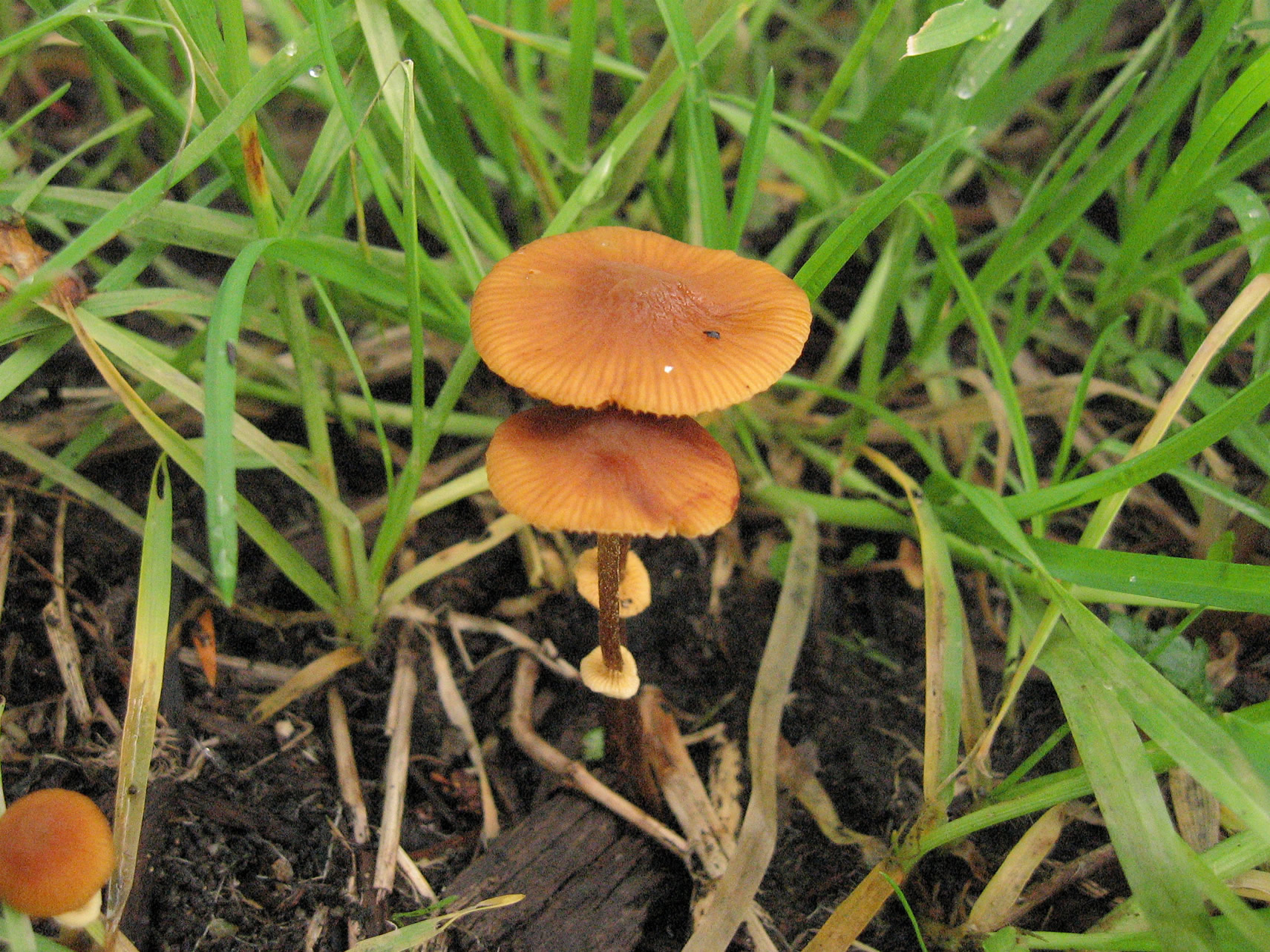
Conocybe filaris Gen. Conocybe
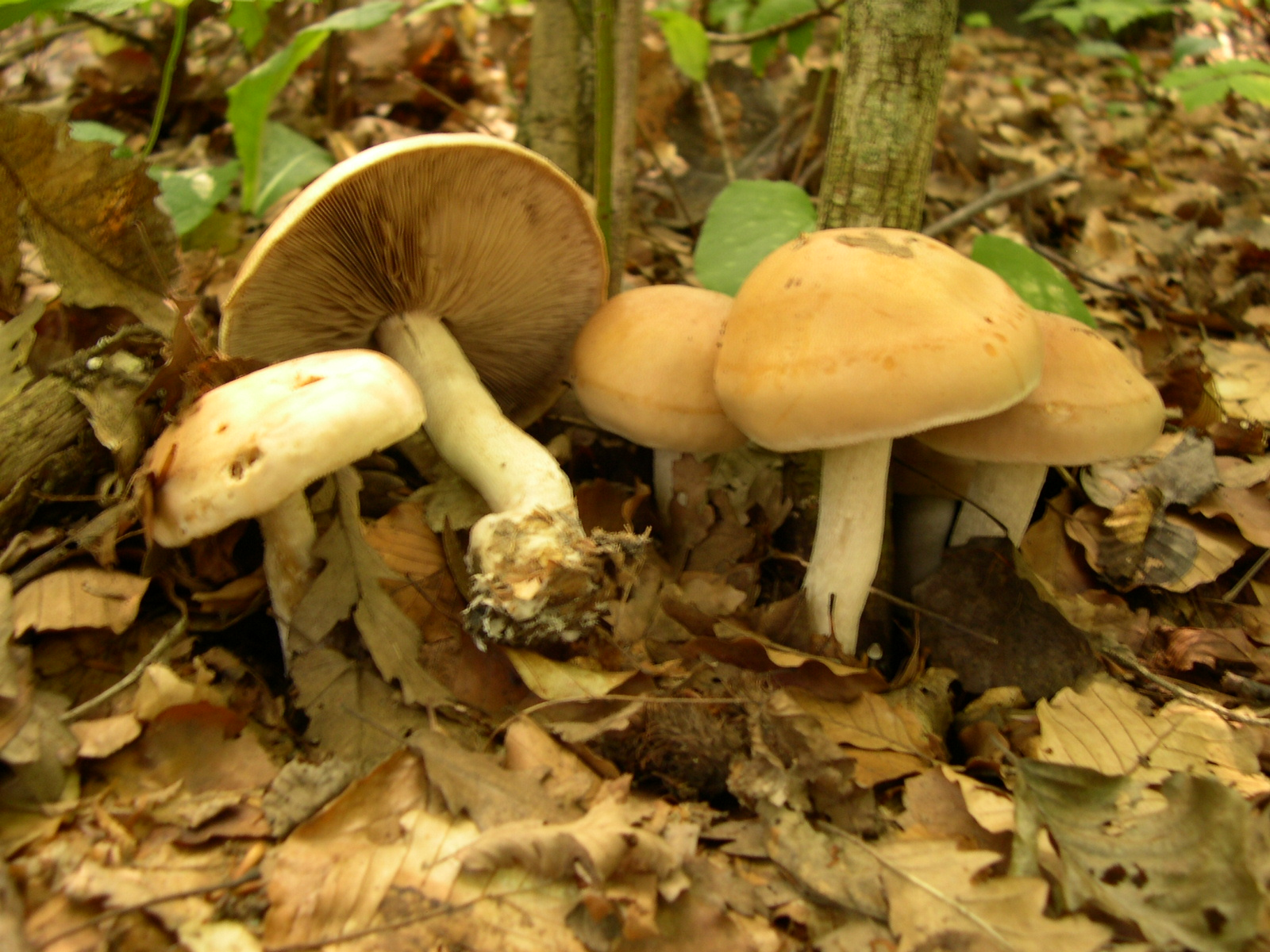
Hebeloma sinapizans Gen. Hebeloma